# Jezioro Barlineckie
Jezioro Barlineckie – jezioro w zachodniej Polsce, położone w województwie zachodniopomorskim, w pow. myśliborskim, w gminie Barlinek, w granicach administracyjnych miasta Barlinek, na obszarze Równiny Pyrzyckiej. 

## Nazwa
Nazwę Jezioro Barlineckie wprowadzono urzędowo w 1950 roku, zastępując poprzednią niemiecką nazwę jeziora – Berlinchener See.

## Charakterystyka
Jezioro położone jest w urozmaiconym terenie, wśród pagórków porośniętych lasami i pociętych jarami. Brzegi są wysokie i miejscami urwiste. Od północnego zachodu akwen otaczają zabudowania Barlinka z dużą plażą, kąpieliskiem i ośrodkiem sportów wodnych. Jezioro posiada kilka wysp (Łabędzia, Sowia, Nadziei, Zielona) i wiele wypłyceń w urozmaiconym dnie. Akwen zasilają liczne źródła i drobne cieki wodne. Najatrakcyjniejsze źródełko Boży Dar leży na południowym brzegu przy tzw. Polanie Lecha.
Powierzchnia zwierciadła wody według różnych źródeł wynosi od 250,0 ha przez 259,1 ha do 267,6 ha.
Zwierciadło wody położone jest na wysokości 56,6 m n.p.m. lub 57,0 m n.p.m. Średnia głębokość jeziora wynosi 7,1 m, natomiast głębokość maksymalna 18,0 m.

## Przyroda
W oparciu o badania przeprowadzone w 2001 roku wody jeziora zaliczono do II klasy czystości. W połowie lat 90. XX wieku przeprowadzono badania mięczaków w litoralu akwenu. Wyróżniono wtedy 26 gatunków ślimaków i 20 gatunków małży (wśród nich 11 gatunków małży zagrożonych wyginięciem, np. relikt wczesnoglacjalny – groszówkę północną).

## Turystyka
Dookoła Jeziora Barlineckiego prowadzi  zielony szlak pieszy. Inny,  niebieski prowadzi z Barlinka, przez Okunie, Moczydło do wsi Lipy. Jezioro leży na terenie Barlinecko-Gorzowskiego Parku Krajobrazowego.